# ゴジュラスギガ
ゴジュラスギガ (GOJULASGIGA) は、玩具メーカー『トミー』（現タカラトミー）が展開した『ゾイド』シリーズに登場する架空の兵器。

## 概要
『ゾイド』シリーズにおいて、第2期シリーズ（1999年～）の玩具商品と各種メディアミックスに登場した。
デザインはゾイド第1期シリーズ（1983～1990年）においてキングゴジュラスを担当した宮田浩が行った。開発はトミー（当時）の高橋久直が担当。企画そのものは「ネオ・ゴジュラス」の名称で2001年3月時点でスタートし、同年6月の段階で最初のデザインスケッチが上がっている。実商品の発売は2002年に行われているが、これは2003年のゾイド20周年企画を踏まえたものとされる。
当初のデザインではゴジュラス本体にモルガやプテラスをリニューアルしたゾイドを合体させるという案も存在したが、アクションを優先するために決定稿のデザインになったという。企画を進めるうちに大きな頭部を持つことから、ギガノトサウルスをモチーフに選定し、追撃モードにおいて頭部が大きく開かれるギミックはここから着想を得たとされる。
各所に備えた3連のゴムキャップはゴジュラスよりも強大な機体であることを解り易くするために取り入れたものとされる。また、腕部の意匠は敵を握りつぶす強大さをアピールするため、工具がモチーフとなっている。RZ版のカラーリングには当初、ゴジュラス・ジ・オーガと同様のものも候補として挙がっていたが、最終的には共和国陣営であることから製品版のものとなった。
設定上はクラッシャーテイルのために装着されている脚部アンカーは、工事用車両を参考に取り入れたものだという。なお、肩部とボディの間に存在するパーツはデザイン段階には存在し無かったものであり、歩行時のギミックとの兼ね合いから商品試作段階で追加されたものとなる。

## 設定解説
| ゴジュラスギガ GOJULASGIGA | ゴジュラスギガ GOJULASGIGA |
| -------------------------- | --- |
| 番号                       | RZ-064 |
| 所属                       | ヘリック共和国 |
| 分類                       | ギガノトサウルス型 |
| 全長                       | 格闘モード 29.5m 追撃モード 34.9m |
| 全高                       | 格闘モード 17.0m 追撃モード 14.4m |
| 重量                       | 200.0t |
| 最高速度                   | 格闘モード 95.0km/h 追撃モード 180.0km/h |
| 乗員人数                   | 1名 |
| 武装 装備                  | ギガクラッシャーファング ハイパープレスマニピュレーター×2 ロケットブースター加速式クラッシャーテイル テイルスタビライザー クラッシャーテイル用脚部補助アンカー×2 ハイパーEシールドジェネレーター 封印武装「32門ゾイド核(コア)砲」 ハイブリッドセンサー |
| 主な搭乗者                 | スティブ・ボーン少尉（バトルストーリー） |

ヘリック共和国軍のギガノトサウルス型ゾイド。
開発の際はルイーズ大統領が残したデータが元となっている。西方大陸戦争においてもゴジュラスはその少ない個体数にもかかわらず活躍を見せたが、ガイロス帝国軍がジェノザウラーを配備するに当たり、その旧世代化を露呈してしまう。
これを受けゴジュラスの後継機開発に着手した共和国軍だが、オーガノイドシステムを搭載したゴジュラス・ジ・オーガは高い性能と引き換えに乗りこなせるパイロットがおらず自動操縦機として改装された。その後、戦場が暗黒大陸に移るとケーニッヒウルフやガンブラスター、マッドサンダーなどの機体群が優先され、ゴジュラス後継機開発は一時凍結されてしまう。
その後、ゴジュラスの後継機開発は再び再開される。ゴジュラスの耐用年数が限界に来ていたことから計画は抜本的な見直しを迫られ、その開発ベースは西方大陸種のゾイドへと変更された。ゴジュラスギガの開発ベースとなった野生体は、希少種であるギガノトザウルス型であり、その背ビレを付けた姿がゴジュラスに近似していることからゴジュラスの名を冠された。
共和国軍が旧大戦のころから続けてきた研究成果が反映されており、各種兵装を用いた格闘戦を得意としている。本体には直立姿勢の格闘モードから前傾姿勢の追撃モードへの変形機能「トランス・フィギュレーション・システム」を採用。追撃モード時には巨大ゾイドの常識を超えた機動力を得る。追撃モードにより、ゴジュラスギガは高速ゾイドと連携し、戦線を展開することが可能となった。ギガノトサウルス型野生体の超絶的な格闘能力を最大限に発揮しており、接近戦での戦闘能力はデスザウラーさえも凌ぐ。
また、ロールアウト当時に猛威を振るっていたダークスパイナーのジャミングウェーブを遮断するべく、機体内部には遮断回路を設けるとともに、装甲素材に古代チタニウム合金を採用。この装甲は強固さも並外れており、並の砲火では傷一つ付くことがない。当初、ゴジュラスギガには荷電粒子砲に耐え得る重装甲化の設計がなされていたが、この装甲とEシールドの採用によって重量増加を抑えることにも成功した。一方で、ゴジュラスと同様に乗り手を選ぶゾイドであり、ゴジュラスギガ自身が認めないパイロットには従わない一面も持つ。

### 武装・装備
ハイブリッドセンサー
ゴジュラスギガの眼部。格闘モード時は緑色、追撃モードの際は赤色に発光する。
ギガクラッシャーファング
敵を噛砕可能な顎。『ゾイドバトルストーリー』の作中では、これによってステルススティンガーの腕部を引きちぎる威力をみせている。
ハイパープレスマニピュレーター
両腕の爪部。敵機を握砕する。
ロケットブースター加速式クラッシャーテイル
古代チタニウムによる頑強な尾。使用時はロケットブースターにより加速し敵に叩きつける。
『ゾイドバトルストーリー』の作中では、これでサックスティンガーを塵になるほどに粉砕している。
テイルスタビライザー
尾部先端のスタビライザーで、追撃モードの際は折り畳まれる。
クラッシャーテイル用脚部補助アンカー
クラッシャーテイル使用時に機体を固定するためのアンカー。この装備が設置される脚部自体も踏みつけることでステルススティンガーを超重装甲ごと破壊し、ジェノザウラーを踏みつぶすことも可能な攻撃力を有している。
ハイパーEシールドジェネレーター
胸部に備えるEシールド発生装置。デスザウラーの大口径荷電粒子砲にも3発まで耐える防御力を持つ。
封印武装「32門ゾイド核（コア）砲」
背面に装備された最終兵器。ゴジュラスギガの命と引き換えに発射される装備で、通常は背びれ状の封印が施されている。しかし、その威力はデスザウラーの大口径荷電粒子砲をも遙かに上回る。
この武装はゾイドコアをチャンバーとしてエネルギー供給を行うことからゾイドの寿命を縮めるものであり、使用テストの際はゴジュラスギガが石化し死亡する事態を招いていたことから封印されたとする資料も存在する。
カスタマイズホルダー
ブロックスゾイドの開発ノウハウから作られた装備。ゾイドコアと直結した背びれカバー部に装着可能で、前線では行動を阻害しないノーマル状態から装備の積載を行うといった運用が可能となった。これにゴジュラス用のロングレンジバスターキャノンや、バスターイーグルのバスターキャノン、ブロックスゾイドのパーツなどが装着可能である。

## キット
ギガノトサウルスをモチーフにしたデザインであるが、ギガノトサウルスの骨格には存在しない二列の背びれを追加したスタイルとなっている。設定上は、この背びれはゾイド核砲を封印しているとされているが、RZ版ゴジュラスギガの商品パッケージ背面には背びれのあるギガノトサウルス型野生体のイラストが掲載されている。
動力源は単3形乾電池二本と単4形乾電池二本で、それぞれの種類ごとに収めるスペースが腹部に設けられている。単3形乾電池が後述の点灯と音声用に、単4形乾電池がモーター動作用にそれぞれ使用される。
パーツのゲート跡が他のパーツの下に隠れるように配置されている。バーサークフューラーから続く歩行用の補助パーツの取り外しにも対応。キャップを一つ外すだけで足が取り外せるといった具合に、プラモデルキットとしてもこれまでのゾイドのノウハウを蓄積させた設計となっている。
格闘モードと追撃モードの切り替えは、動力を一旦切り、後肢付け根の軸を前方または後方へ回転させて行う。その際、尾の上下の角度と、先端スタビライザーの向きも変更する必要がある。切り替えが不十分だと音声も鳴らない。後肢の股関節をスイッチとして動作を変更するギミックは、ダークスパイナーの機構を受け継いだものである。
格闘モードでは、肩を支点に前肢が上下動し、尾を左右に振りながら歩行する。その際、目が緑色に点灯し、後肢を踏み出すタイミングに合わせて足音の効果音が鳴る。ジェノザウラー以降の大型獣脚類ゾイドは近年の学説に基づいた前傾姿勢スタイルが基本であるが、ゴジュラスギガ格闘モードの場合、やや前傾ながらも旧学説のような直立姿勢で歩行する。しかも尾を引きずらないため、ゴジュラスやキングゴジュラスのような尾部の補助輪を必要としない。なお、格闘モードで動力スイッチを入れていない時には首が固定されない。
追撃モードでは、肩を支点に前肢が上下動し、頚部を左右に振り、その頚部との連動によって顎を開閉しながら歩行する。その際、目が赤く点灯し、顎を開くタイミングに合わせて咆哮する。咆哮の音声はプレイステーション用ゲームソフト『ZOIDS 帝国VS共和国 メカ生体の遺伝子』にてゴジュラスが発するものと同じである（ただし、同作ではウルトラザウルス・シールドライガー・デスザウラーと共通の鳴き声）。
肘と手指は手動によるポージングが可能。指を一本ごとに個別に動かせるという設計は二足歩行ゾイドとしてはシリーズ初の特徴である。
電飾ギミックにはジェノザウラー以降の電飾付きゾイドと同じくLEDを使用しているが、緑色LEDの使用、ならびに複数の色の電飾を同時に用いるという特徴もシリーズ初のものである。
音声ギミックは本体側モーターボックスに備えたスピーカーと、胸部から腹部にかけてのユニット部品に内蔵された電子基板、ならびに電飾用を兼ねた単3型乾電池によって再生される。このユニット部品は本体側にセットされる動力用の単4型乾電池に対しての蓋の役割も兼ねており、本体側とコネクタ接続した上でプラスネジにより固定する。現在の変形モードを判別し、それに合わせて音声と電飾を切り替える機能が備わっている。
前肢後方に位置する背びれ二対は、付属の「カスタマイズホルダー」と交換することが可能である。これは、ブロックスカスタマイズパーツG（もしくはバスターイーグルのバスターキャノン）や商品開発時から装着を想定していたCP-10 ゴジュラスキャノンセットといったカスタマイズパーツをはじめ、ゾイドブロックスのパーツやブロックを取り付けるアダプター。これによりゴジュラスギガキャノンが再現可能となる。
前述のカスタマイズホルダーおよび肩と肘のキャップ取り付け軸の先端部はブロックスパーツの取り付けに対応したサイズとなっている。こうした軸に隙間なく取り付けるため、本機で使用された新デザインのキャップには差し込み穴の底にもう一回り細い穴を設けるという処置が施されている。

## 関連商品
RZ-064 ゴジュラスギガ
2002年9月28日発売。ゾイドバトルストーリーにてヘリック共和国軍が運用する。カラーは頭部と背鰭が暗いブルーと、大理石のような色合いの灰白色に、ダークグレーの腹部や爪で構成されている。
アメリカのハズブロ社より、「#064 Gojulas Giga」の商品名で海外版としても発売された。
プロトゴジュラスギガ
2003年9月26日発売。トイズドリームプロジェクト第5弾として6000個限定販売。
キットは、カラーリング以外はシールも含め通常のRZ-064 ゴジュラスギガと同様の形状。なお、ブロックスカスタマイズパーツGはこのプロトゴジュラスギガと色を合わせたのか、同じオレンジ色のキャップが一つ付属する。ただし、カスタマイズパーツGの商品内容はバスターキャノン一門のみなので、二門装備するには同パーツが2セット必要となる。
プロトゴジュラスギガ参照。
FZ-008 ゴジュラスギガ
2004年9月発売。『ゾイドフューザーズ』シリーズにラインナップ。発売前の雑誌では『Z.A.C-08 ゴジュラスギガBPS』という商品名が告知された媒体もみられる。
新規パーツとしてクリアブルーのパトライト2基が追加された。パトライトを装着するため、前肢肩部の装甲に切り欠きが設けられた（肩部パーツの金型を一部改修している）。
ゴジュラスギガPBS参照。

## 作中での活躍

### バトルストーリー
ZAC2101年12月、鉄竜騎兵団による中央大陸侵攻、そしてヘリック共和国首都ヘリックシティ陥落の混乱のさなか、ルイーズ・エレナ・キャムフォード大統領が行方不明となってしまう。そしてZAC2104年末には、中央大陸のほぼ全域が、鉄竜騎兵団が建国したネオゼネバス帝国の支配下に置かれていた。しかし、わずかに残された共和国軍の拠点で、大統領の残したデータを元に新型機ゴジュラスギガが誕生しつつあった。
初陣は2105年秋。ネオゼネバス帝国軍黒の竜騎兵団が、中央山脈に設けられた共和国軍の秘密基地を急襲。このときギガは装甲内のジャミングウェーブ遮断回路が未完成であった。しかし、ゴジュラス・ジ・オーガの奮戦と、共和国パイロットのスティブ・ボーン少尉によるギガの緊急出撃によってこれを退けることに成功した。
初陣から3か月で50機を生産し、ZAC2106年早春には前倒しで実施されたクック要塞奪還作戦に投入される。ジェノザウラーを撃破し進軍するも、グランチャーの奇襲攻撃によって脚部装甲の隙間にパルスレーザーガンが直撃し、脚部を損傷して身動きさえままならなくなる。そこにデスザウラーの攻撃を受け、3発の荷電粒子砲でEシールドが破損するまで追い込まれるが、アロザウラーの決死の突撃の隙を突いて辛くもデスザウラーを撃破している。
以後はその圧倒的な戦闘能力でクック要塞を守護しており、共和国軍の再集結と再編成の時間を稼いでいたが、ZAC2106年春の戦いにおいてはセイスモサウルスと交戦。セイスモサウルスによって多数の僚機を撃破され、その隙をついて残存ゾイドとともに接近。バスターキャノンを直撃させるが、アルティメットセイスモに合体され決定打を与えるには至らなかった。この時は最後の手段であるゾイド核砲によって挽回を試みたが、その発射前にゾイドコアを貫かれ撃破されている。
共和国軍が中央大陸の再帰還を果たした2107年、キマイラ要塞都市での戦いではセイスモサウルスのゼネバス砲によって要塞に突入したゴジュラスギガが2体撃破されている。ZAC2108年早春における共和国首都奪還戦では凱龍輝との連携でセイスモサウルスを撃破する。

### 漫画
「ZOIDS惑星Zi」では最終回に野良化した機体が登場。ダブルソーダを捕食していた。

### アニメ
『ゾイドフューザーズ』第一話から ゴジュラスギガPBSが登場。ブルーシティ治安局チーフリーダー、ガミーの乗機。本作に登場するのはこの一機のみ。
『ゾイドジェネシス』では劇中には登場しないものの、アバンタイトルにてシルエットが確認できる。

## ゲーム
『バトルブロックス』ではエネミーバトルモードにて、ボスキャラクターとして登場。倒してもヘッドパーツは入手できないため、自機としての再現が不可能である。
『ZOIDS SAGAシリーズでは、第2作『ZOIDS SAGA II』から登場。バリエーションとしてゴジュラスギガキャノン（バスターゴジュラス）も登場している。第3作『ZOIDS SAGA フューザーズ』からはゴジュラスギガ治安局仕様（ゴジュラスギガBPS）も登場。
『ZOIDS VS.シリーズ』ではシリーズ3作品全てに登場。「封印武装『32門ゾイド核砲』」が超必殺技として再現されている。ゴジュラスギガPBSは、第3作『ZOIDS VS.III』でバリエーション機体として入手可能。
『ゾイドインフィニティ』ではゴジュラスで進めていくと、第3弾機体としてゴジュラスギガが登場する。『インフィニティフューザーズ』ではプロトタイプと治安局仕様も登場。
『ゾイドフルメタルクラッシュ』ではストーリーモードにて、商業都市ハンデルの凄腕ゾイド乗り「トルネード」ことヴェーガ・ノイモーントの乗機がプロトゴジュラスギガである。
『ゾイドタクティクス』で通常機のほか、プロトゴジュラスギガが登場。
『ゾイドカードコロシアム』にはゾイドカード「ゴジュラスギガ」（バトルレベル10）は、通常ラインナップではVol.1, 2, 3, 6の四度登場。また、コカ・コーラオリジナルゾイドスペシャルカードの抽選景品にもラインナップされた。Vol.1, 2, 3, 6登場のパイロットカード「ガミー」（バトルレベル6）との組み合わせでゴジュラスギガPBSにバリエーションチェンジする。ゾイドカード「ゴジュラスギガバスター」（バトルレベル10）は、Vol.7にのみ登場。
『第24回次世代ワールドホビーフェア』および『タカラトミーボーイズホビーフェスティバル2006夏』にて開催された公式大会の参加者には、ゾイドカード「ゴジュラスギガPBS」（バトルレベル10）が贈呈された。バリエーションチェンジは無し。

## バリエーション

### プロトゴジュラスギガ
| プロトゴジュラスギガ PROTO GOJULASGIGA | プロトゴジュラスギガ PROTO GOJULASGIGA |
| -------------------------------------- | --- |
| 番号                                   | なし |
| 所属                                   | ヘリック共和国 |
| 分類                                   | ギガノトサウルス型 |
| 全長                                   | 格闘モード 29.5m 追撃モード 34.9m |
| 全高                                   | 格闘モード 17.0m 追撃モード 14.4m |
| 重量                                   | 200.0t |
| 最高速度                               | 格闘モード 95.0km/h 追撃モード 180.0km/h |
| 乗員人数                               | 1名 |
| 武装 装備                              | ギガクラッシャーファング ハイパープレスマニピュレーター×2 ロケットブースター加速式クラッシャーテイル テイルスタビライザー クラッシャーテイル用脚部補助アンカー×2 ハイパーEシールドジェネレーター 封印武装「32門ゾイド核砲」 |

RZ-064 ゴジュラスギガの試作機。ヘリック共和国軍の象徴とも言えるゴジュラスの後継機ゴジュラスギガには、プロパガンダ的役割も期待される。そのため、この試作機にはRZ-001 ゴジュラス同様、銀色と黒のカラーリングが施された。取り付けられているオレンジ色の関節キャップは、パワーを抑えたテスト用サーボモーターである。

### ゴジュラスギガPBS
| ゴジュラスギガPBS | ゴジュラスギガPBS |
| ----------------- | --- |
| 番号              | FZ-008（フューザーズ） |
| 所属              | ブルーシティ治安局（フューザーズ） |
| 分類              | ギガノトサウルス型 |
| 全長              | 格闘モード 29.5m 追撃モード 34.9m |
| 全高              | 格闘モード 17.0m 追撃モード 14.4m |
| 重量              | 200.0t |
| 最高速度          | 格闘モード 95.0km/h 追撃モード 180.0km/h |
| 乗員人数          | 1名 |
| 武装 装備         | ギガクラッシャーファング ハイパープレスマニピュレーター×2 ロケットブースター加速式クラッシャーテイル テイルスタビライザー クラッシャーテイル用脚部補助アンカー×2 ハイパーEシールドジェネレーター 封印武装「32門ゾイド核砲」 パトライト×2 |
| 主な搭乗者        | ガミー（フューザーズ） |

アニメ『ゾイドフューザーズ』に登場。ブルーシティ治安局（the  Peacekeeping Bureau）所属のゴジュラスギガ。両前肢肩部の青いパトライトが特徴。『ゾイドフューザーズ』劇中でも単にゴジュラスギガと呼称された。その後、ゲーム作品にてゴジュラスギガPBS、ゴジュラスギガ治安局仕様の名称が使用された。また、「ゴジュラスギガBPS」と記述した媒体もみられる。
作中の活躍
アニメ第1話から登場。ブルーシティの守護神的な存在であったが、第22話で何者かの差し金によって暴走事件を引き起こし、結果ガミーもろとも治安局シンボルの座から引き摺り下ろされ、第23話ではセイスモサウルスに一撃で行動不能にされてしまう。しかし最終話にて復活を遂げ、治安局のゾイドを率いて決起に参戦。マービスが搭乗するスティルアーマーを容易に退ける活躍を見せた。なお本作では、舌部分にキット設定には無い火器が装備されている。

### ゴジュラスギガキャノン
| ゴジュラスギガキャノン | ゴジュラスギガキャノン |
| ---------------------- | ---------------------- |
| 所属                   | ヘリック共和国         |
| 分類                   | ギガノトサウルス型     |
| 全長                   | 格闘モード 29.5m       |
| 重量                   | 215.4t                 |
| 最高速度               | 格闘モード 75.0km/h    |
| 乗員人数               | 1名                    |

背部にバスターイーグルのバスターキャノンを2門装備することで火力を強化したゴジュラスギガ。
この形態は「BZ-009 バスターイーグル 」および「プロトゴジュラスギガ」の各商品パッケージにおいても組み替え例として写真が掲載されているが、呼称は定められていない。一方で、ゲーム「ZOIDS SAGA シリーズ」ではゴジュラスギガキャノン、ゴジュラスギガバスターという呼称が見られた、「FZ-008 ゴジュラスギガ」商品パッケージではバスターゴジュラスの名称が使用された。

### 五式野戦砲装備型
| ゴジュラスギガ 五式野戦砲装備型 | ゴジュラスギガ 五式野戦砲装備型 |
| ------------------------------- | ------------------------------- |
| 所属                            | ヘリック共和国                  |
| 分類                            | ギガノトサウルス型              |
| 武装                            | 五式野戦砲                      |

RZゴジュラスギガ付属ファンブックEXに掲載されたバリエーション。ロングレンジバスターキャノン（ゴジュラスキャノン）の装填弾数を増加した五式野戦砲という長距離砲を装備した強化プランの一つ。

### マグネイズキャノン装備型
| ゴジュラスギガ マグネイズキャノン装備型 | ゴジュラスギガ マグネイズキャノン装備型 |
| --------------------------------------- | --------------------------------------- |
| 所属                                    | ヘリック共和国                          |
| 分類                                    | ギガノトサウルス型                      |

2003年にトミー・公式サイト『ゾイド妄想ファイル』で公開されていた改造バリエーション。

### ギガバスター
| ギガバスター | ギガバスター       |
| ------------ | ------------------ |
| 所属         | ヘリック共和国     |
| 分類         | ギガノトサウルス型 |
| 武装         | バスターキャノン×4 |

機獣新世紀ゾイド公式ファンブック4巻に掲載。RZ-064 ゴジュラスギガの火力を強化したチェンジマイズ機。背部にバスターイーグルのバスターキャノンを4門装備している。砲口が機体の背後を向いており、砲撃は目標に背面を向けて追撃モードの姿勢で行う。格闘時にはバスターキャノンを強制排除し身軽になる。
初出はコロコロコミック2003年5月号。その際にはバスターキャノンを推進装置に見立てた機動力強化型の「ギガバーニアン」として掲載されていた。